# Bengt Sæternes
Bengt Sæternes, född 1 januari 1975, är en norsk före detta fotbollsspelare från Egersund. 
Hans tidigare klubbar är Egersunds IK, FK Eiger, Viking FK, Odd Grenland, Bodø/Glimt, Club Brugge, SK Brann, Odense BK och Vålerenga.

## Utmärkelser

### Belgien
- Jupiler League: 2002/2003
- Belgiska cupen: 2003/2004
- Belgiska supercupen: 2002, 2003

### Norge
- Norska cupen: 2004, 2008
- Tippeligaen: 2007